# Skt. Georges Kanal
Skt. Georges Kanal (Muir Bhreatan på irsk og Sianel San Siôr på walisisk) er en kanal, der forbinder det Irske hav i nordøst med Atlanterhavet i sydvest.
52°N 6°V / 52°N 6°V